# Gallipoliveldtocht
De Gallipoliveldtocht, ook bekend als de Dardanellenveldtocht, de Slag om Gallipoli of de Slag om Çanakkale, vond plaats op het schiereiland Gallipoli in het Ottomaanse Rijk (in hedendaags Turkije) van 25 april 1915 tot 9 januari 1916, tijdens de Eerste Wereldoorlog. Een gezamenlijke Britse en Franse operatie werd opgezet om de Ottomaanse hoofdstad, Istanboel te veroveren en om een zeeroute naar Rusland veilig te stellen. De poging mislukte met zware verliezen aan beide zijden. De veldtocht betekende een belangrijke overwinning voor de Turken en een grote nederlaag voor de geallieerden.
De Slag om Gallipoli oefende een grote invloed uit op alle betrokken naties. In Turkije wordt de slag gezien als een beslissend moment in de geschiedenis van het Turkse volk – een laatste piek in de verdediging van het vaderland terwijl het Ottomaanse Rijk aan het afbrokkelen was. De strijd maakte de weg vrij voor de Turkse Onafhankelijkheidsoorlog en de oprichting van de Republiek Turkije acht jaar later onder leiding van Mustafa Kemal Atatürk, een van de commandanten bij Gallipoli.
De veldtocht was de eerste grote operatie voor het, vanwege de Eerste Wereldoorlog naar Europa gestuurde, Australian and New Zealand Army Corps (ANZAC) en wordt vaak beschouwd als het ontstaan van het nationale bewustzijn in beide landen. Anzacdag, 25 april, blijft de belangrijkste herdenking van militaire verliezen en veteranen in Australië en Nieuw-Zeeland en overtreft Wapenstilstandsdag daar in belang.

## Het plan
De Britse Oorlogsraad kwam met het idee een derde front te openen in het Ottomaanse Rijk, omdat de loopgravenoorlog in het westen geen snel vooruitzicht op een overwinning bood. Het tweede front, het Russische front deed dat evenmin. Rusland was door de slag bij Tannenberg zodanig verzwakt dat het voorlopig geen actie meer kon voeren.
Het Ottomaanse Rijk werd al gezien als de zwakste Centrale oorlogsdeelnemer omdat het al een eeuw lang met een zwakke economie, gebrekkige infrastructuur, interne opstanden en militaire nederlagen kampte. Sinds de veldtocht van Napoleon in Egypte stond het rijk bekend als de zieke man van Europa. In de Eerste Balkanoorlog had het rijk een nederlaag geleden tegen landen die men als kleiner en zwakker had beschouwd. Churchill maakte een vergelijking met het verslaan van een draak, bij wie je een lans in de zachte onderbuik moest stoten. Het Ottomaanse Rijk werd gezien als de 'zachte onderbuik' van het Centrale blok.
Een derde front bij de Dardanellen kon ervoor zorgen dat Duitsland zijn krachten moest verdelen, waardoor de geallieerden aan het westelijk front Duitsland een beslissende slag zouden kunnen toebrengen en de oorlog beëindigen. De geallieerden wilden bovendien proberen Rusland te bereiken via de Dardanellen, de zeestraat tussen de Egeïsche Zee en de Zee van Marmara. Het Turkse schiereiland Gallipoli begrenst de Dardanellen in het noorden. Daar kwam bij dat, mocht het meezitten, de invasie tot een machtswisseling in het Ottomaanse Rijk zou leiden, gevolgd door een overgave, waarna Bulgarije neutraal zou blijven en wellicht via Servië doorgestoten kon worden naar Oostenrijk-Hongarije.
Dit plan negeerde een aantal zaken. De Ottomanen hadden tijdens de Balkanoorlogen hun hoofdstad met verve en met succes verdedigd, en Ottomaanse legers hadden ook op andere plaatsen wel degelijk zwaar verzet geboden. Bovendien kregen ze hulp van de Duitsers (die overigens ook de Turkse militaire kracht niet hoog aansloegen). Verder werd de Turkse vaderlandsliefde en wil tot verzet onderschat door de geallieerden (een fout die ze in de Vrede van Sevres zouden herhalen). De grootste vergissing was echter het negeren van het feit dat de geografie en het klimaat de verdedigers sterk bevoordeelden. De bergkammen van Gallipoli vormden natuurlijke verdedigingslinies en zelfs als de geallieerden het hele schiereiland hadden bezet zouden de Centralen hen daar simpelweg kunnen opsluiten door hun krachten op de landengte in het noorden te concentreren.

## De aanloop

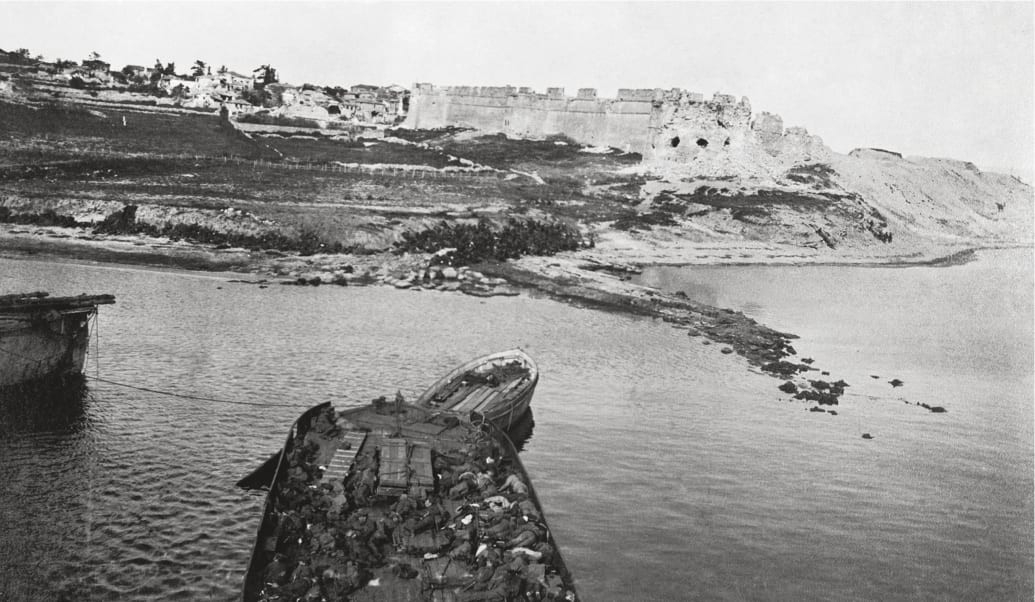
Het fort van Sedd el Bahr

Toen in 1913 de Jonge Turken, een groep opstandige officieren, in Turkije aan de macht kwamen, betekende dit het einde van de Britse invloed op het Ottomaanse Rijk. Enver Pasha, die zijn militaire opleiding in Duitsland had gevolgd, werd de nieuwe minister van Oorlog en benoemde Hans von Wangenheim tot Duits ambassadeur. Zo kwam er een einde aan de jarenlange Britse invloed op de Turkse buitenlandse politiek. Het bekoelen van de relaties was deels een gevolg van de Britse publieke opinie ten opzichte van het Turkse optreden tegen onder andere de Armenen. Een in 1907 gesloten Brits-Russische overeenkomst was voor de Turken een teken om elders steun te gaan zoeken. Duitsland kon zijn invloed vergroten met de inzet van de imposante ambassadeur baron Adolf Marschall von Bieberstein. De gevolgen van de Britse publieke opinie en de toenadering van Duitsland tot Turkije hadden geen aanpassing van de Britse buitenlandse politiek tot gevolg. De Britse minister van Buitenlandse Zaken Edward Grey was ervan overtuigd, dat als het erop aankwam, de Turken de zijde van de geallieerden zouden kiezen.
Op 2 augustus 1914 sloot Enver Pasha een overeenkomst met Duitsland om Turkije veilig te stellen bij een aanval door Rusland. Een gevolg hiervan was, dat de Britten de twee door Turkije in Groot-Brittannië bestelde oorlogsschepen niet afleverden maar toevoegden aan hun eigen vloot. Duitsland voegde naar aanleiding van de Britse maatregel de schepen Goeben en Breslau toe aan de Turkse vloot. Een gevolg hiervan was dat de vijandelijkheid tussen de Duitse en Britse marine in de Middellandse Zee toenam.
Na een bombardement door de Goeben en Breslau, onder bevel van viceadmiraal Wilhelm Souchon, op de havens van Algerije, kwam het tot een confrontatie met twee Britse slagkruisers, de Indefatigable en de Indomitable, onder leiding van viceadmiraal Archibald Berkeley Milne. Er vielen geen schoten, omdat de Britten een ultimatum hadden gesteld, dat pas om middernacht afliep. Von Souchon voer verder richting Turkije. Enkele dagen later, in de nacht van 6 op 7 augustus 1914, merkten de Duitsers, dat twee Britse slagkruisers hen volgden. Pas op 10 augustus 1914, toen von Souchon de Dardanellen binnenvoer, staakten de Britten de achtervolging.
Op 27 september 1914 hielden de Britten een Turkse torpedoboot tegen die de Dardanellen wilde uitvaren en stuurden hem terug de zeestraat in. De Turken sloten de Bosporus en Dardanellen voor alle scheepvaartverkeer, waardoor Rusland werd afgesneden van de geallieerden. Er was overigens niet veel scheepvaartverkeer naar Rusland via de Dardanellen.
Een maand later, op 28 oktober 1914, beschoot de Turkse vloot, nu onder leiding van de Duitser von Souchon, de Russische havens van Odessa, Sebastopol en Theodosia vanaf de Zwarte Zee. Deze beschietingen waren niet echt doeltreffend en waren meer bedoeld om Duitsland de Turkse goede wil te tonen. Gevolg was, dat Rusland op 2 november 1914 de oorlog aan Turkije verklaarde. Een dag eerder vernietigden de Britten een Turks jacht met zeemijnen aan boord. De Britten waren dus gewaarschuwd voor mogelijke zeemijnen in de Dardanellen. De volgende dag al bombardeerden de Britten de forten van Sedd el Bahr en Kumkale aan de ingang van de Dardanellen. Dit gebeurde, zoals men later zei, om de effectieve schootsafstand van de kanonnen te bepalen. Doordat bij toeval het magazijn bij Sedd el Bahr werd geraakt, was de vernietiging compleet. Deze beschieting is achteraf een grote fout gebleken.
1. Ten eerste werden de Turken gewaarschuwd, dat de Britten van zins waren de toegang tot de Dardanellen te forceren. Na deze beschieting zijn de Turken, met ondersteuning van de Duitsers, het schiereiland Gallipoli gaan versterken.
2. Ten tweede concludeerden de Britten dat het met alleen slagkruisers mogelijk moest zijn de forten in de Dardanellen te vernietigen. De nieuwe high explosive munitie en de nauwkeurigheid van de kanonnen maakten dit mogelijk. Dat het echter een gelukstreffer betrof en dat in werkelijkheid de vernietigende werking van de kanonnen geringer was, wist men niet.

Op 5 november 1914 verklaarden ook Groot-Brittannië en Frankrijk de oorlog aan het Ottomaanse Rijk.
Begin 1915 was de situatie in de Eerste Wereldoorlog ongunstig voor de geallieerden. Kabinetsleden, leden van de oorlogsraad en parlementariërs waren bezorgd over de ontstane patstelling. Minister van Financiën Lloyd George stuurde aan op een actie op de Balkan. Rond deze tijd kwam ook het zogenaamde Boxing day-memorandum uit geschreven door luitenant-kolonel Maurice Hankey, secretaris van de oorlogsraad. Dit memorandum wees de Middellandse Zee aan als mogelijke opening in de ontstane impasse. Ook in Rusland was de situatie zeer ernstig. De Russische tsaar stuurde de Britse minister van oorlog Horatio Kitchener een telegram, waarin hij om een Britse actie tegen de Turken vroeg. Kitchener en de Britse minister van Marine Winston Churchill bespraken dit Russisch verzoek op 2 januari 1915. Kitchener had een voorkeur voor een actie bij de Dardanellen omdat dan ook Istanboel (Constantinopel) bedreigd zou worden. Kitchener benadrukte, dat hij geen troepen beschikbaar had. Lord Kitchener stuurde dezelfde avond een antwoord aan de Russische tsaar terug, waarin hij een actie tegen de Turken toezegde. Wat hij precies onder een actie verstond, vermeldde hij niet. Gevolg was, dat Groot-Brittannië zich verbond tot een actie tegen de Turken.
Winston Churchill zag de voordelen van een operatie bij de Dardanellen. De bezetting van de Dardanellen zou waarschijnlijk een vervolg krijgen met de bezetting van Istanboel, waardoor Turkije verslagen zou zijn. Bulgarije, dat op het punt stond de zijde van Duitsland te kiezen, zou in dat geval neutraal blijven. Rusland kon oorlogsmateriaal importeren en graan exporteren. Kitchener had geen troepen beschikbaar en dus liet Winston Churchill onderzoeken of de operatie door de marine alleen kon worden uitgevoerd (gesterkt door succesvolle maritieme bombardementen in november 1914). Hij vroeg aan admiraal Sackville Carden, de commandant van het Britse eskader dat in de Middellandse Zee opereerde, of het forceren van de Dardanellen met alleen slagkruisers mogelijk was. Schout-bij-nacht Carden antwoordde bevestigend, mits men er de tijd voor zou nemen.
Naar aanleiding van dit antwoord besloot de oorlogsraad op 13 januari 1915 dat: De admiraliteit een expeditie moet voorbereiden om in februari met een vloot het schiereiland Gallipoli te bombarderen en te veroveren met als einddoel Istanboel.

## De voorbereidingen

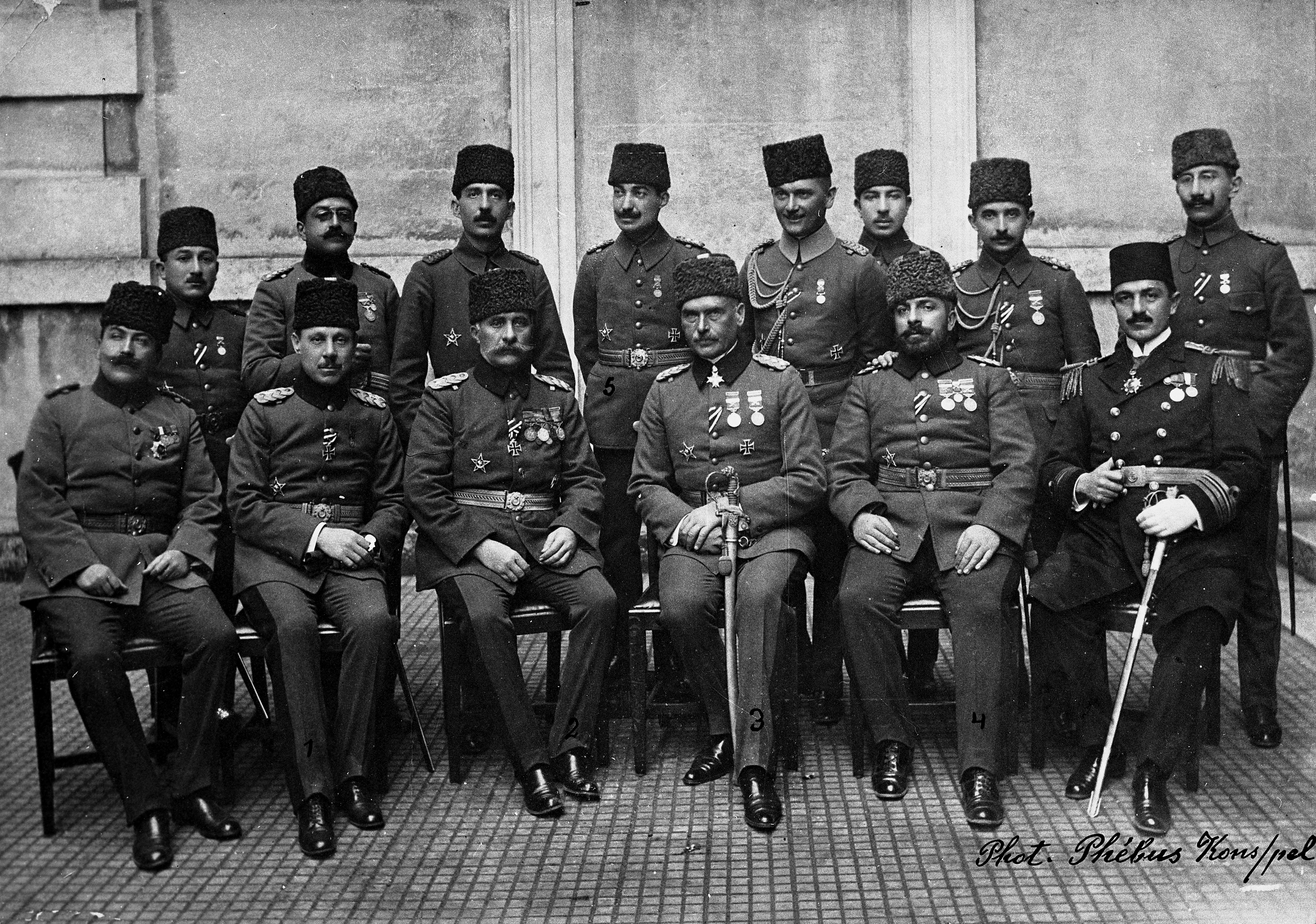
Maarschalk Liman von Sanders met Turkse officieren.

Op 19 februari 1915 werd de aanval op de Dardanellen geopend door bombardementen op de forten, maar door communicatieproblemen wordt de actie afgebroken. Enkele dagen later, op 25 februari 1915, werd de aanval herhaald en nu slaagde admiraal Carden erin een van de forten te vernietigen, maar drie schepen werden beschoten door verdekt opgestelde houwitsers.
Van 27 februari tot 3 maart 1915 landden eenheden mariniers op de Turkse kust en stelden 50 stukken geschut buiten werking. Deze actie wekte enthousiaste reacties in Londen. Kitchener vermoedde, dat de Turken bij het verschijnen van de Britse vloot, gewoon op de vlucht zouden slaan. De Britse minister van Buitenlandse Zaken Grey dacht dat dit een staatsgreep in Turkije zou teweegbrengen.
De Turken waren door de aanvallen op de hoogte van de Britse plannen. Op 4 maart 1915 moesten de Britten zich al terugtrekken door de hevige Turkse tegenstand. Verdere pogingen om aan wal te komen mislukten en de plannen werden verschoven naar april.
In maart werden de troepen aangevuld en voorbereid. De Franse generaal Albert d'Amade voerde het Franse contingent van de landingstroepen aan. De Britse generaal Ian Standish Monteith Hamilton werd benoemd tot commandant van de Expeditionary Forces die Gallipoli moesten innemen. Zijn kennis van het strijdgebied was nihil en hij moest zijn informatie halen uit toeristische folders over de streek. Ook de communicatie tussen de landmacht en de marine ontbrak en de Turken waren volledig van hun plannen op de hoogte door gebrek aan geheimhouding. De Duitse generaal Otto Liman von Sanders kreeg het bevel over 60.000 man Turkse troepen in de regio en begon de verdediging voor te bereiden.
Er werd op 12 maart 1915 nog een poging ondernomen tot besprekingen met de Turkse regering, maar die liepen op niets uit, omdat Groot-Brittannië niet wilde garanderen dat Istanboel gevrijwaard zou blijven.

## De landing

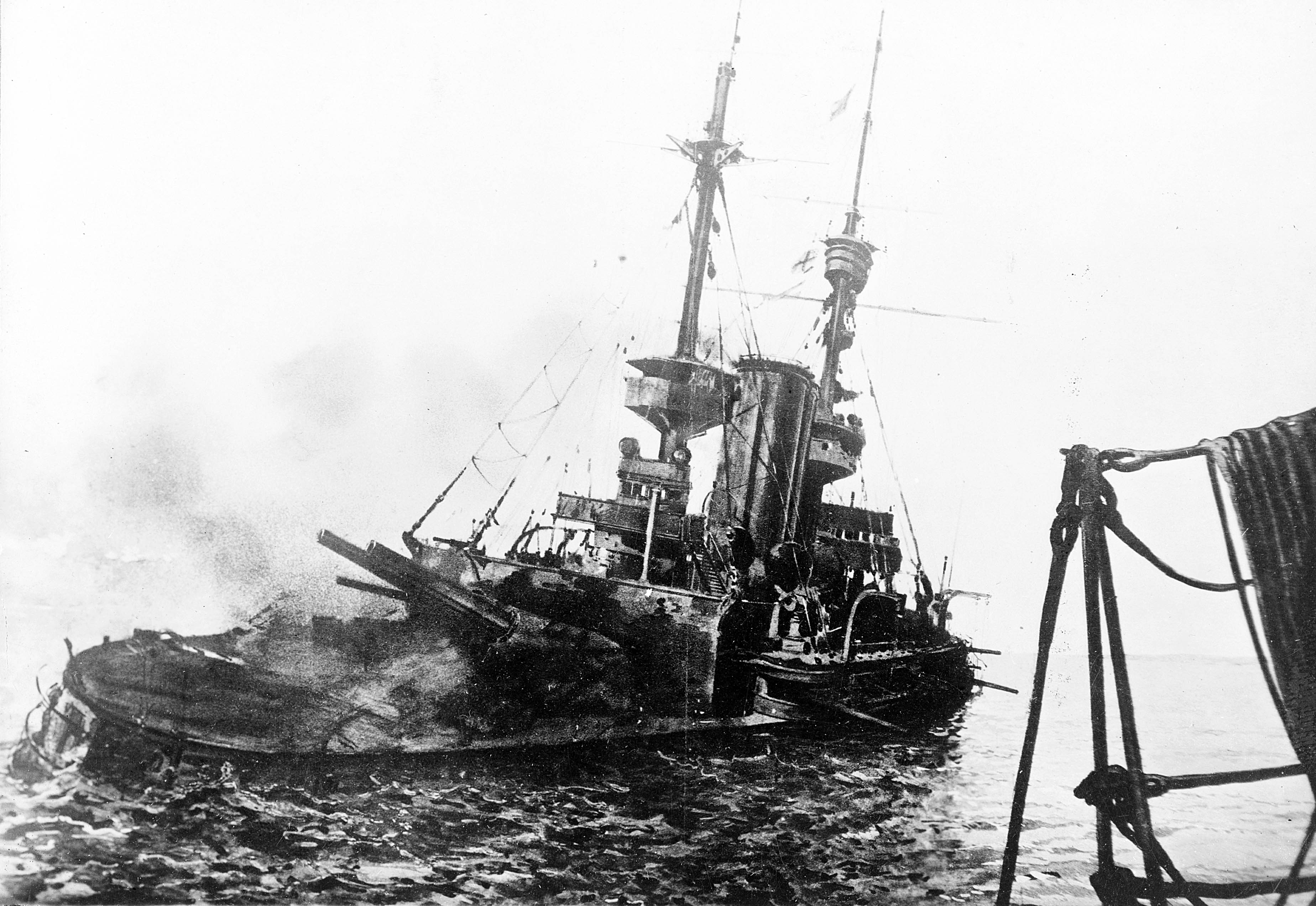
HMS Irresistible zinkt

Een nieuwe poging werd op 18 maart 1915 ondernomen. 18 Britse slagschepen, kruisers en torpedobootjagers voeren vergezeld van mijnenvegers de Dardanellen binnen. Ze openden op hetzelfde moment het vuur op de forten. Ze werden met granaten onthaald en rond de middag werden de Franse Gaulois met enkele andere schepen getroffen. Ze maakten plaats voor de mijnenvegers door zich terug te trekken in de Erenköy Baai, maar die lag vol zeemijnen en de Franse Bouvet werd tot zinken gebracht. Ook de mijnenvegers moesten een veilig heenkomen zoeken door de aanhoudende granaatregen. Rond 16:00 uur, zonken drie Britse schepen, de Inflexible, de Irresistable en de Ocean, door zeemijnen onder het wateroppervlak. De actie werd afgeblazen.
Tijdens het krijgsberaad van 22 maart 1915, aan boord van de HMS Elisabeth, spraken viceadmiraal Augustin Boué de Lapeyrère, commandant van de Franse Middellandse Zeevloot, generaal Hamilton, viceadmiraal John de Robeck en de Franse generaal Maurice Bailloud af, om op 14 april 1915 op Gallipoli te landen. De 29° divisie zou op Hellespont landen, de ANZACs bij Kabatepe, de Royal Naval Division bij Bolayır, een Franse eenheid bij Kumkale en de Beşik Baai en een Brits bataljon bij Morto Baai. Bij Krithia zou 2000 man worden afgezet. Men verwachtte weinig of geen tegenstand.
Op 23 april 1915 zette de vloot zich in beweging en meer dan 200 schepen voeren naar de Dardanellen en de landing begon. Om 03:00 uur kwamen Britse troepen met 70.000 manschappen aan bij de Hellespont op de punt van het schiereiland. De ANZAC-troepen, zo'n 12.000 man moesten landen bij Ari Burna, Z-beach genaamd, maar werden op de verkeerde plaats afgezet en werden onder vuur genomen door de Turkse 19° divisie toen ze probeerden de Sari Bair te beklimmen. De Britse generaal William Birdwood vroeg toestemming zich terug te trekken, maar dit werd genegeerd. Op V-beach wilde men de Turken overrompelen door opeens aan wal te verschijnen, maar de troepen werden neergeschoten door het gerichte Turkse machinegeweervuur. Op W-beach sneuvelden nog eens honderden manschappen. De derde landing vormde een afleidingsaanval door de Fransen bij Kumkale waar ze de stad innamen zonder veel verliezen.
Generaal Hamilton zond op 27 april 1915 een telegram naar Londen met de boodschap, dat alles naar wens was verlopen en dat de 30.000 Britten aan land waren gezet.

## De nederlaag

Australische troepen bestormen een Ottomaanse stelling

Op 28 april 1915 bereikte de Britse 29e divisie Krithia en lanceerde een aanval op de Turken. Ze verloor meer dan 3000 manschappen door verwarring in de gelederen en communicatiestoornissen. De Anzac bij Ari Burna slaagde er bijna in de bergkam van Chunuk Bair te veroveren, maar dit werd verijdeld door de Turkse reservetroepen onder leiding van Mustafa Kemal Atatürk, die in 1923 de Turkse Republiek zou oprichten.
De derde operatiefase ging op 3 mei 1915 van start. Men plande een gecombineerde actie te land en ter zee, maar sterk Turks verzet zette de geallieerde troepen klem op het strand. Op 6 mei 1915 probeerden de Britten nogmaals Krithia te veroveren, deze keer ten koste van 6500 gesneuvelden. Op 19 mei 1915 voerden de Turken een tegenaanval uit met 40.000 manschappen, maar die werd door de Anzac met slechts 17.000 man afgeweerd.
Door de mislukte aanvallen op de Dardanellen werd de Britse minister van Marine Winston Churchill op 26 mei 1915 ontslagen door eerste minister Herbert Asquith. Er groeiden nog meer twijfels over de operatie toen op 4 juni 1915 ook de derde poging Krithia in te nemen mislukte. Weer sneuvelen er duizenden geallieerden.
De versterkingen arriveerden begin augustus 1915, waarmee de vierde operatiefase van start ging. Ze ontscheepten in de baai van Suvla om de Turkse verdediging vanuit het zuiden aan te vallen. De Anzac viel tegelijkertijd aan op Chunuk Bair, maar werd op 10 augustus 1915 verslagen door Mustafa Kemal. Ook de landing op Suvla was geen succes, omdat Frederick Stopford zich liet overrompelen door de Turken, die meteen het hoger gelegen gebied van de baai veroverden.
Een week later, op 17 augustus 1915, vroeg generaal Ian Hamilton nogmaals om versterkingen. Londen was verbijsterd door de vele tegenslagen. Dezelfde dag probeerde men een nieuwe aanval op Suvla (slag om de Suvla-baai), maar na het oprichten van een bruggenhoofd, werden ze door de Turkse verdediging tegengehouden en geïsoleerd. De gevechten om Gallipoli duurden onverminderd voort. Na de hitte van de zomer kregen ze nu te maken met stormschade en kou.

## De mislukking

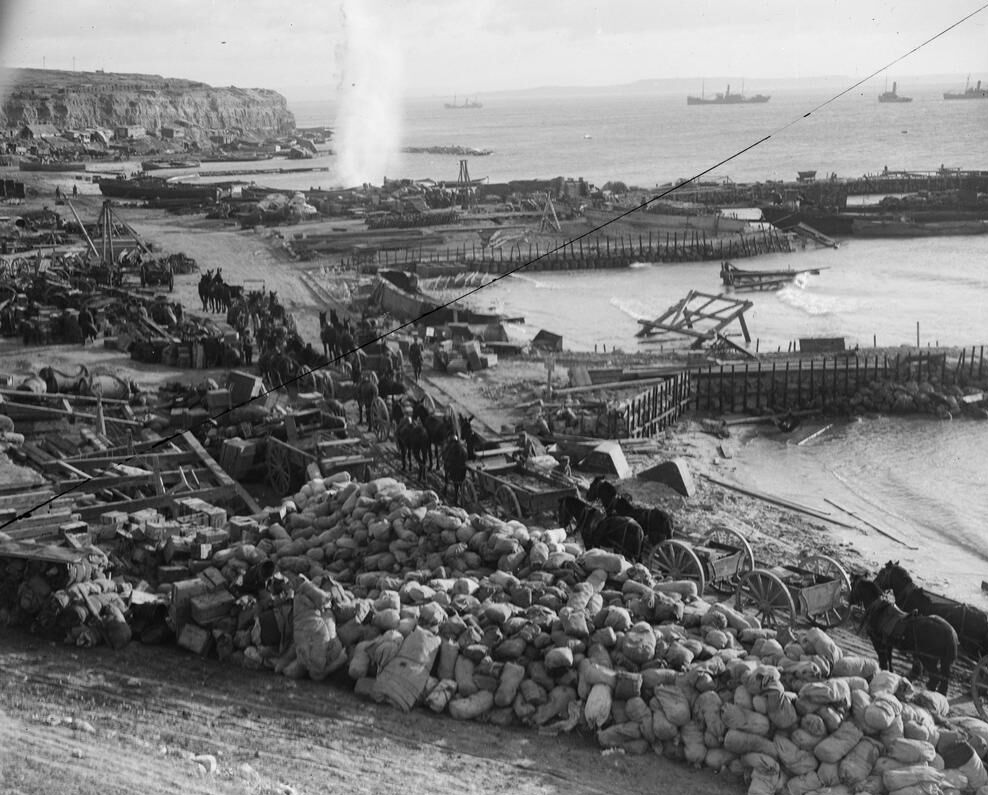
W beach net voor de evacuatie

De operatie was tot mislukken gedoemd, de strijdmachten konden het land niet binnentrekken. Het duurde maanden voor ze tot dit inzicht kwamen. Er vielen duizenden onnodige slachtoffers door de gevechten, maar ook door de enorme hitte in de zomermaanden en de ijzige kou in de winter. Bovendien had men de Ottomaanse weerstand danig onderschat. Ook de Duitsers, die het Turkse leger aanvankelijk laag inschatten, waren onder de indruk.
Op 11 oktober 1915 verklaarde de Britse minister van Oorlog, Lord Kitchener, dat een "terugtrekking de meest rampzalige gebeurtenis uit de geschiedenis van het Britse Rijk zou zijn". Ook generaal Hamilton evalueerde het risico en besloot, dat bij zo'n onderneming minstens de helft van zijn troepen zou sneuvelen. Hij werd op 14 oktober 1915 uit zijn functie ontheven en vervangen door generaal Charles Monro die de opdracht kreeg de situatie te beëindigen.
Toen bleek dat Londen hem de nodige versterkingen niet kon geven, wilde hij het eiland meteen aan de Turken overlaten. Kitchener wilde er het fijne van weten en ging op 10 november 1915 op onderzoeksmissie naar Gallipoli. Op 15 november 1915 stuurde hij een telegram aan minister-president Herbert Henry Asquith, waarin hij eindelijk toegaf, dat de inname van Gallipoli onmogelijk was. Hij adviseerde de directe evacuatie.
In december 1915 begonnen de geallieerden aan de evacuatie in het geheim om de Turkse troepen op een dwaalspoor te brengen. Op 8 december 1915 begon de terugtrekking uit de baai van Suvla en Ari Burna volgens het plan van generaal William Birdwood. Op 28 december 1915 begon de evacuatie uit de Hellespont. De geallieerden werden uiteindelijk in het grootste geheim geëvacueerd in december 1915 en januari 1916. Niemand sneuvelde tijdens deze complexe evacuatie.

## Nadien
Those heroes that shed their blood and lost their lives… you are now lying in the soil of a friendly country. Therefore rest in peace. There is no difference between the Johnnies and the Mehmets where they lie side by side here in this country of ours… You the mothers who sent their sons from far away countries, wipe away your tears. Your sons are now lying in our bosom and are in peace. Having lost their lives on this land they have become our sons as well. —Atatürk 1934

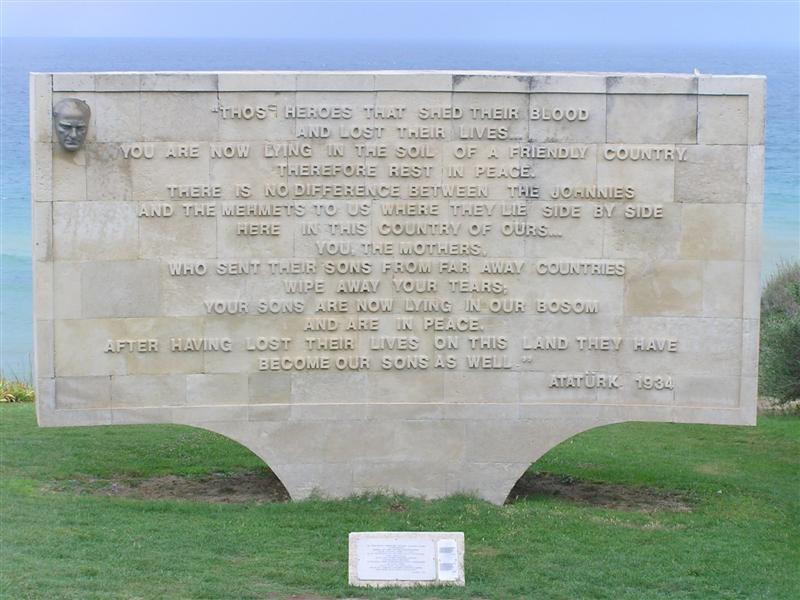
Monument van Anzac Cala voor de duizenden vermiste Turkse en Anzac soldaten in Gallipoli. Those heroes that shed their blood and lost their lives… you are now lying in the soil of a friendly country. Therefore rest in peace. There is no difference between the Johnnies and the Mehmets where they lie side by side here in this country of ours… You the mothers who sent their sons from far away countries, wipe away your tears. Your sons are now lying in our bosom and are in peace. Having lost their lives on this land they have become our sons as well. —Atatürk 1934

De Australische journalist Keith Murdoch, de vader van Rupert Murdoch, brak het verbod om over Gallipoli te praten door een brief te schrijven aan de Australische premier, die deze informatie doorspeelde aan het Britse kabinet in Londen.
Een gevolg van de geallieerde nederlaag was een omslag in de stemming in Bulgarije. Weliswaar was daar een pro-geallieerde lobby, maar de bevolking wilde graag de gebieden heroveren die in de Tweede Balkanoorlog verloren waren gegaan en de Duitsers waren bereid Bulgarije deze gebieden te beloven. De Centrale overwinning bij Gallipoli overtuigde de Bulgaren ervan, dat de Centralen een goede kans maakten de oorlog te winnen. Het is aannemelijk dat dit Bulgarije het laatste duwtje gaf.
Een deel van de Anzac-troepen werd later overgeplaatst naar het westfront. Gehard als ze waren in de strijd om Gallipoli door de ontberingen en de dood van hun kameraden, kregen deze soldaten de reputatie van de meest geduchte tegenstanders van de Duitsers. Bij hen deed al snel het verhaal de ronde dat Anzac-troepen de meest fanatieke en genadeloze vechters onder de geallieerden waren.
Als herdenking van de vele onnodige slachtoffers van de nederlaag op dit schiereiland vieren de Australiërs nog steeds de verjaardag van de eerste landing: 25 april. Ze noemen dit Anzac-day (Anzac: Australian and New Zealand Army Corps, codenaam voor de eerste landing). Anzac day wordt in Australië en Nieuw-Zeeland nog altijd gecultiveerd wegens het belang voor de nationale identiteit en saamhorigheid.
Frankrijk liet pas in 1926 een Herinneringsmedaille aan de Dardanellen slaan. Groot-Brittannië en de dominions deden dat niet. Turkije bracht een militaire onderscheiding, de IJzeren Halve Maan uit, die door de Duitsers ook wel "Gallipolistern" werd genoemd. Deze ster werd behalve aan Turken veel aan Duitse militairen verleend.

## Film
- In 1981 maakte de Australische regisseur Peter Weir de film Gallipoli over de slag met Mel Gibson en Mark Lee in de hoofdrol.
- In 1999 kwam de Engelse film All the King's Men uit, met in de hoofdrol David Jason. De film is ook wel bekend onder de naam The Lost Batallion. Hij gaat over een groep soldaten van het landgoed Sandringham, die in de slag tegen de Turken plotseling verdween in de mist.
- In 2014 kwam The Water Diviner uit, geregisseerd door hoofdrolspeler Russel Crowe.
- In 2015 kwam de mini-serie Deadline Gallipoli uit, die zich focust op de journalisten en fotografen die tijdens deze gevechten aanwezig waren. Bekende acteurs in deze serie zijn Sam Worthington en Hugh Dancy.

## Muziek
Een wereldwijd bekend lied dat de slag om Gallipoli als onderwerp heeft is And the Band Played Waltzing Matilda van Eric Bogle, dat is gebaseerd op het liedje Waltzing Matilda. Dit nummer is veelvuldig gecoverd waaronder door de Ierse band The Pogues op de cd Rum Sodomy & The Lash.
De Zweedse powermetal band Sabaton bracht in 2008 zijn album The Art of War uit met daarop het nummer Cliffs of Gallipoli.
De song The colour of the earth van PJ Harvey gaat over een soldaat "fighting in the ANZAC trench". Het is te vinden op het album Let England shake uit 2011.
Ook in Turkije zijn vele liederen geschreven over de oorlog. Een van de bekende is Çanakkale Türküsü (Nederlands: Lied van Canakkale), dat door een onbekende Turkse militair werd geschreven ten tijde van de oorlog.